# The Bad Touch
«The Bad Touch» es una canción grabada por la banda alternativa estadounidense Bloodhound Gang. Fue lanzado en septiembre de 1999 como el segundo sencillo de su álbum Hooray for Boobies,.que fue lanzado un año más tarde, en Estados Unidos y Reino Unido. La canción fue remezclada por muchos artistas como God Lives Underwater, KMFDM y Eiffel 65. 
Al igual que gran parte de la música de la banda, contiene una amplia variedad de coloquialismos sexuales. La portada para el sencillo es una foto de dos cebras copulando.

## Video musical
El vídeoclip del tema fue lanzado durante el verano de 1999. Muestra a los integrantes del grupo disfrazados de «monos-rata» con orejas de gran tamaño, sueltos por numerosos lugares de París (la Place de l'Estrapade, Avenue de Saxe, el Campo de Marte...), donde la Torre Eiffel es visible en muchos planos. 
La banda utiliza cerbatanas para disparar dardos tranquilizantes en las nalgas de cuatro mujeres jóvenes que pasan vestidas de negro, con faldas cortas y medias. Cuando estas quedan aturdidas, las arrastran a otro lugar. 
Luego, utilizan una caña de pescar, cuelgan un cruasán en frente de un grupo de cocineros que van tras el manjar. Los miembros de la banda bailan alrededor de ellos durante unos segundos y luego atraen a otros tres cocineros para que los sigan. 
Luego se puede ver como los componentes del grupo tragan varios gusanos de harina antes de encontrarse a dos hombres gay muy afeminados en un café típico francés. Estos son golpeados en la cabeza con baguettes hasta quedar inconscientes. 
En el siguiente plano, un mimo enano es capturado en una red y después arrojado a una jaula con las cuatro mujeres del principio, los tres cocineros y la pareja gay en una clara parodia de coleccionistas de animales que capturan especímenes raros. 
La banda salta alrededor de la jaula burlándose de sus cautivos. Cuando la canción llega a su fin, los prisioneros son liberados y todos bailan juntos en formación en mitad de la calle. El mimo se escapa y es atropellado por un Renault 5 conducido por uno de los «mono-ratas».

## Lista de canciones[1]
| Promo Single - 1 «The Bad Touch» 4:20 Canada Promo - 1 «The Bad Touch» [Radio Versión] 3:37 - 2 The Bad Touch (Eiffel 65 Remix) 3:34 Europe Promo - 1 «The Bad Touch» [Radio Versión] 3:37 Europe Single - 1 «The Bad Touch» [Álbum Versión] 4:19 - 2 «The Bad Touch» [Eiffel 65 Remix]3:33 - 3 «Along Comes Mary» [BHG Mix] 3:23 Europe Single - 1 «The Bad Touch» [LP] 4:23 - 2 «Along Comes Mary» [The Bloodhound Gang Mix] 3:20 Spain Vinyl 12" - A1 «The Bad Touch» [Eiffel 65 Extended Mix] 4:30 - A2 «The Bad Touch» [12" Rollerblade Remix] 6:02 - B1 «The Bad Touch» [Eiffel 65 Instrumental] 4:30 - B2 «The Bad Touch» [Álbum Versión] 4:20 | Europe Maxi-CD - 1 «The Bad Touch» [The Bloodhound Gang Mix] 4:20 - 2 «The Bad Touch» [The Eiffel 65 Mix] 4:28 - 3 «The Bad Touch» [The Rollergirl Mix] 5:59 - 4 «The Bad Touch» [The God Lives Underwater Mix] 4:23 UK Promo - 1 «The Bad Touch» [The Bloodhound Gang Mix] 4:20 - 2 «The Bad Touch» [The K.M.F.D.M. Mix] 4:19 - 3 «The Bad Touch» [The God Lives Underwater Mix] 4:23 - 4 «The Bad Touch» [The Eiffel 65 Mix] 4:29 - 5 «The Bad Touch» [The Rollergirl Mix] 6:00 - 6 «The Bad Touch» [The Eiffel 65 Acapella Mix] Australia & Europe Maxi-CD - 1 «The Bad Touch» [LP] - 2 «The Bad Touch» [The God Lives Underwater Mix] - 3 «The Bad Touch» [The K.M.F.D.M. Mix] - 4 «Along Comes Mary» [The Bloodhound Gang Mix] - Video Kiss Me Where It Smells Funny (Video) |

## Posicionamiento en listas
| Listas (1999–2000)                    | Mejor posición |
| ------------------------------------- | -------------- |
| Alemania (Offizielle Deutsche Charts) | 1              |
| Australia (ARIA)                      | 5              |
| Austria (Ö3 Austria Top 40)           | 3              |
| Bélgica (Flandes) (Ultratop 50)       | 1              |
| Canadá (RPM Top Singles)              | 9              |
| Dinamarca (IFPI)                      | 2              |
| España (Top 100 Canciones)            | 1              |
| Estados Unidos (Billboard Hot 100)    | 52             |
| Estados Unidos (Alternative Airplay)  | 6              |
| Estados Unidos (Hot Dance Club Songs) | 1              |
| Estados Unidos (Mainstream Top 40)    | 21             |
| Estados Unidos (Rhythmic)             | 29             |
| Finlandia (OFC)                       | 8              |
| Francia (SNEP)                        | 21             |
| Irlanda (IRMA)                        | 1              |
| Italia (FIMI)                         | 1              |
| Nueva Zelanda (Recorded Music NZ)     | 4              |
| Noruega (VG-lista)                    | 1              |
| Países Bajos (Dutch Top 40)           | 17             |
| Reino Unido (UK Singles Chart)        | 4              |
| Suecia (Sverigetopplistan)            | 1              |
| Suiza (Schweizer Hitparade)           | 4              |

## Historial de Lanzamientos
| País        | Fecha                   | Formato | Sello  | Ref.   |
| ----------- | ----------------------- | ------- | ------ | ------ |
| Europa      | 3 de septiembre de 1999 | CD      | Geffen | [ 3 ]  |
| Reino Unido | 3 de abril de 2000      | CD      | Geffen | [ 24 ] |